# Коппель, Ильмар
Ильмар Коппель (эст. Ilmar Koppel; 16 января 1940, Выру — 9 января 2020) — эстонский и советский химик, доктор химических наук (1986), профессор-исследователь Тартуского университета, академик Эстонской академии наук (1993).

## Биография
В 1986 году защитил докторскую диссертацию в Институте химической физики АН СССР.
В 1993 году был избран академиком Эстонской академии наук.
Был приглашённым профессором в университетах США, Японии, Канады и Испании.
В 2005 году получил премию президента Эстонии «За достижения на жизненном пути».
Кавалер ордена Белой звезды 3-й степени (2006).
Автор более 150 научных публикаций в различных научных изданиях.